# Hohe Schneide
Die Hohe Schneide oder Hohe Schneid, italienisch Monte Cristallo, ist ein 3434 m s.l.m. hoher Berg in den Ortler-Alpen, der vor allem durch seine Bedeutung im Gebirgskrieg 1915–1918 bekannt wurde (siehe Abschnitt Geschichte).

## Lage und Umgebung
Die Hohe Schneide liegt in der italienischen Provinz Sondrio etwa 3,5 Kilometer südlich des Stilfser Jochs im Kristallkamm. Dieser in West-Ost-Richtung verlaufende Gebirgskamm bildet hier die Grenze zwischen den Gemeinden Bormio im Norden und Valfurva im Süden. Die 250 Meter hohe vergletscherte Nordseite des Berges liegt oberhalb der teilweise als Sommerskigebiet erschlossenen Gletscherbecken der Vedretta del Cristallo und Vedretta dei Vitelli. Die Südseite fällt als steile Felswand ins Valle di Zebrù hin ab. Im Westen liegt der Passo di Ables (3012 m), nach Osten setzt sich der Kammverlauf zum Passo di Sasso Rotondo (3335 m) und den Kristallspitzen (Cime di Campo, 3480 m) fort, nordwestlich vorgelagert ist die Geisterspitze (Punta degli Spiriti, 3467 m) zu finden. Der Berg ist Teil des Nationalparks Stilfserjoch.

## Stützpunkte und Wege
Wichtigster Stützpunkt bei der Besteigung der Hohen Schneide ist die Livriohütte (Rifugio Monte Livrio, 3174 m) nördlich des Berges. Von hier aus kann der Gipfel in ca. zwei Stunden über den Ostgrat erreicht werden, der als technisch unschwierige Hochtour eingestuft wird. Der Weg durch die Südwand aus dem Zebrùtal ist mit dem Schwierigkeitsgrad II (UIAA) schwieriger. Der Südwestgrat weist die Schwierigkeit I auf. Er kann sowohl von der Livriohütte aus als auch von Süden über den Passo di Ables erreicht werden, wo als Stützpunkt die Biwakschachtel Bivacco Provolino zur Verfügung steht. Die Nordwand ist eine Firn- und Eistour mit einer Steilheit von etwa 55°: Weitere Anstiege von Norden sind der ebenso schwierige Diagonalweg in ihrem östlichen Teil, die Direkte Nordwand und die Nordwestwand.

## Geschichte
Die Hohe Schneide wurde am 26. August 1872 von Dr. Oster und seinem Führer J. Mazagg über den Ostgrat erstbestiegen. Gelegentlich erwähnte frühere Besteigungen, wie etwa von Francis Fox Tuckett und Gefährten am 1. August 1864 oder Julius Payer und Johann Pinggera am 28. September 1866 beziehen sich tatsächlich auf die nahegelegenen Kristallspitzen, die damals zuweilen ebenfalls als „Monte Cristallo“ oder „Cristallospitzen“ bezeichnet wurden.
Ansonsten war der Berg, abgesehen von der Erschließung des Südwestgrates (1872 in zwei Varianten durch P. Pogliaghi und Ludwig Purtscheller), jedoch lange Zeit kaum von Bedeutung.
Während des Ersten Weltkriegs wurden die Ortleralpen zum Frontgebiet. Die österreichisch-ungarische Armee hatte den Großteil des Kristallkammes, den Monte Scorluzzo, die Geisterspitze und die Große Naglerspitze besetzt. Im Gegensatz zu strategisch wichtigeren Gipfeln wie dem Ortler blieb die Hohe Schneide jedoch aus Personalmangel lange Zeit unbesetzt und wurde höchstens von Zeit zu Zeit von Patrouillen aufgesucht. Im Oktober 1916 besetzten die Italiener die Hohe Schneide und nahmen von hier aus die österreichischen Stellungen mit Maschinengewehren unter Beschuss. Da eine Erstürmung des Gipfels über die vereiste Nordwand aussichtslos schien, beschloss das österreichische Heer, die Hohe Schneide durch einen etwa zwei Kilometer langen Tunnel im Gletschereis anzugreifen. Während fünf Monaten wurde mit Hilfe von Pickel, Bohrmeißel und Schaufel, aus Geheimhaltungsgründen aber ohne Sprengstoffeinsatz, ein steiler Stollen in Serpentinen und Kehren steil aufwärts durchs Eis getrieben, der auch hölzerne Wohnbaracken beinhaltete. Am 17. März 1917 trafen italienische Gebirgsjäger, die Alpini, die ihrerseits einen eigenen Tunnel auf den Gipfel anlegten, auf den österreichischen Stollen. Es kam zu einem Kampf, aus dem die Österreicher als Sieger hervorgingen. In Folge wurde der Gipfel der Hohen Schneide mit Stellungen, Munitionslagern und Baracken ausgestattet. Durch den Ostgrat wurde ein neuer, flacherer Eistunnel zum Gipfel angelegt, auch eine Seilbahn von der Großen Naglerspitze auf die Hohe Schneide wurde errichtet. Der Südwestgrat blieb in der Hand Italiens. 1918 kam es, wieder mit Hilfe eines Eistunnels, vom Gipfel aus zu einem Angriff auf diese Stellung, der aber erfolglos blieb. Bis zum Ende des Krieges blieben die Stellungen der Kriegsparteien hier nur etwa zehn Meter voneinander entfernt. Das gesamte System von Eisstollen und Gletscherspalten im Bereich der Hohen Schneide und der angrenzenden Gletscher wurde im Laufe der Zeit auf bis zu zehn Kilometer ausgebaut.
Während der Kriegshandlungen kam es auch zur Erschließung mehrerer neuer Wege zum Gipfel. Einige weitere Anstiege, insbesondere durch die Nordwand, wurden während der 1920er und 1930er Jahre erstbegangen. Darüber hinaus ist die erste Skibefahrung der Direkten Nordwand der Hohen Schneide durch Heini Holzer im Jahr 1970 von alpinistischer Bedeutung.

## Bilder

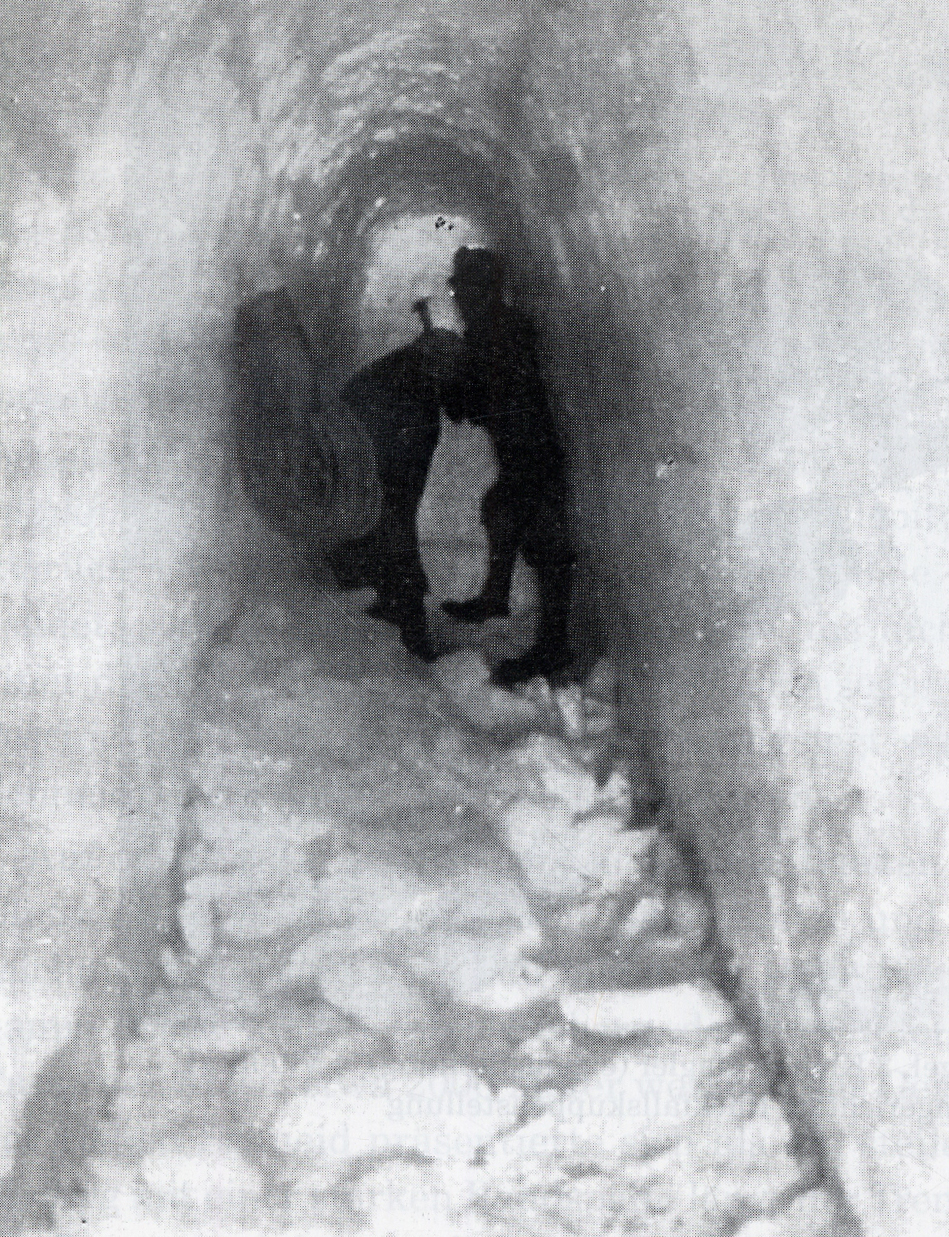
Bau des Eistunnels
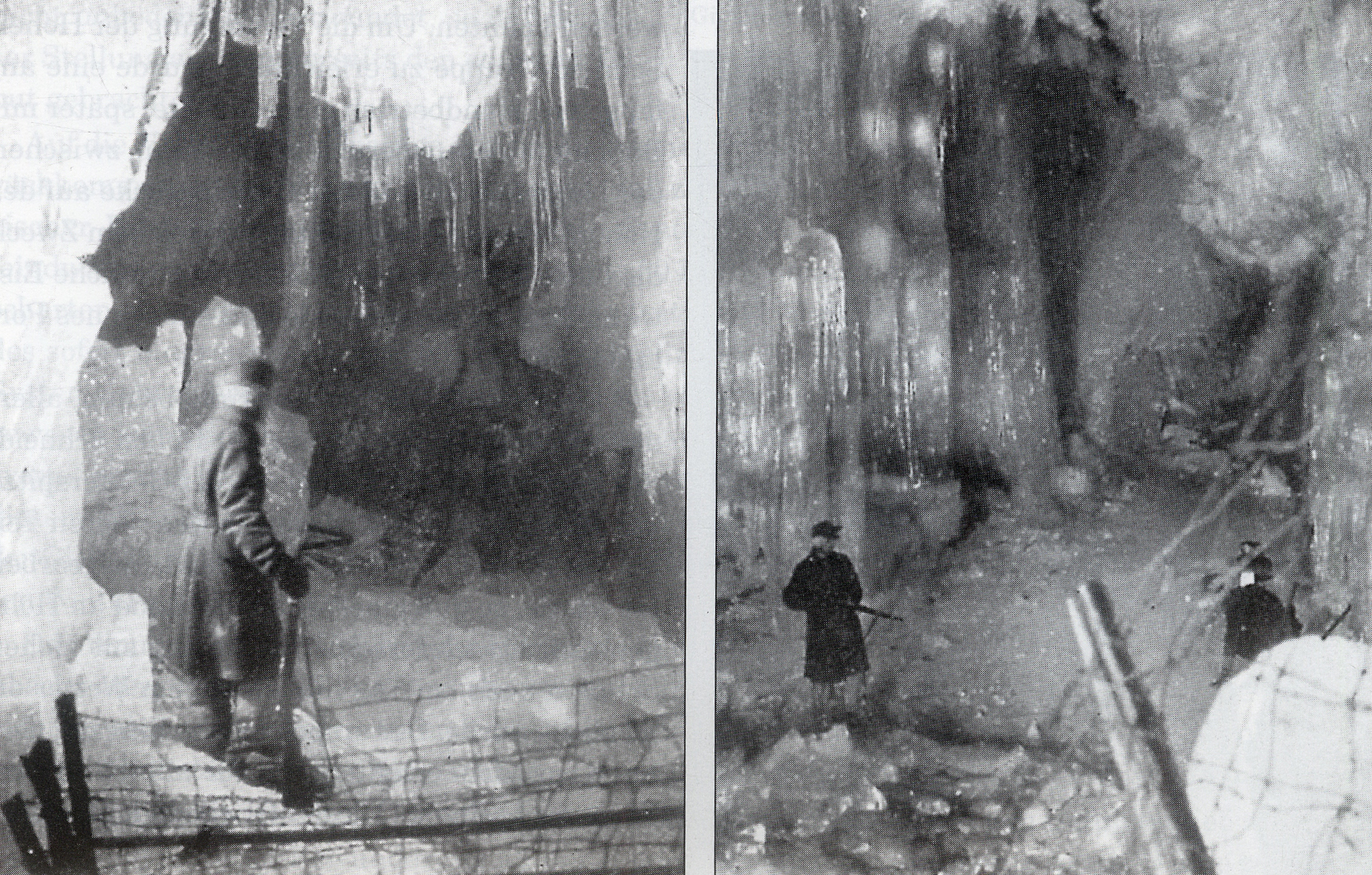
Feldwache in einer Eishöhle („Wundergrotte“) im Tunnel
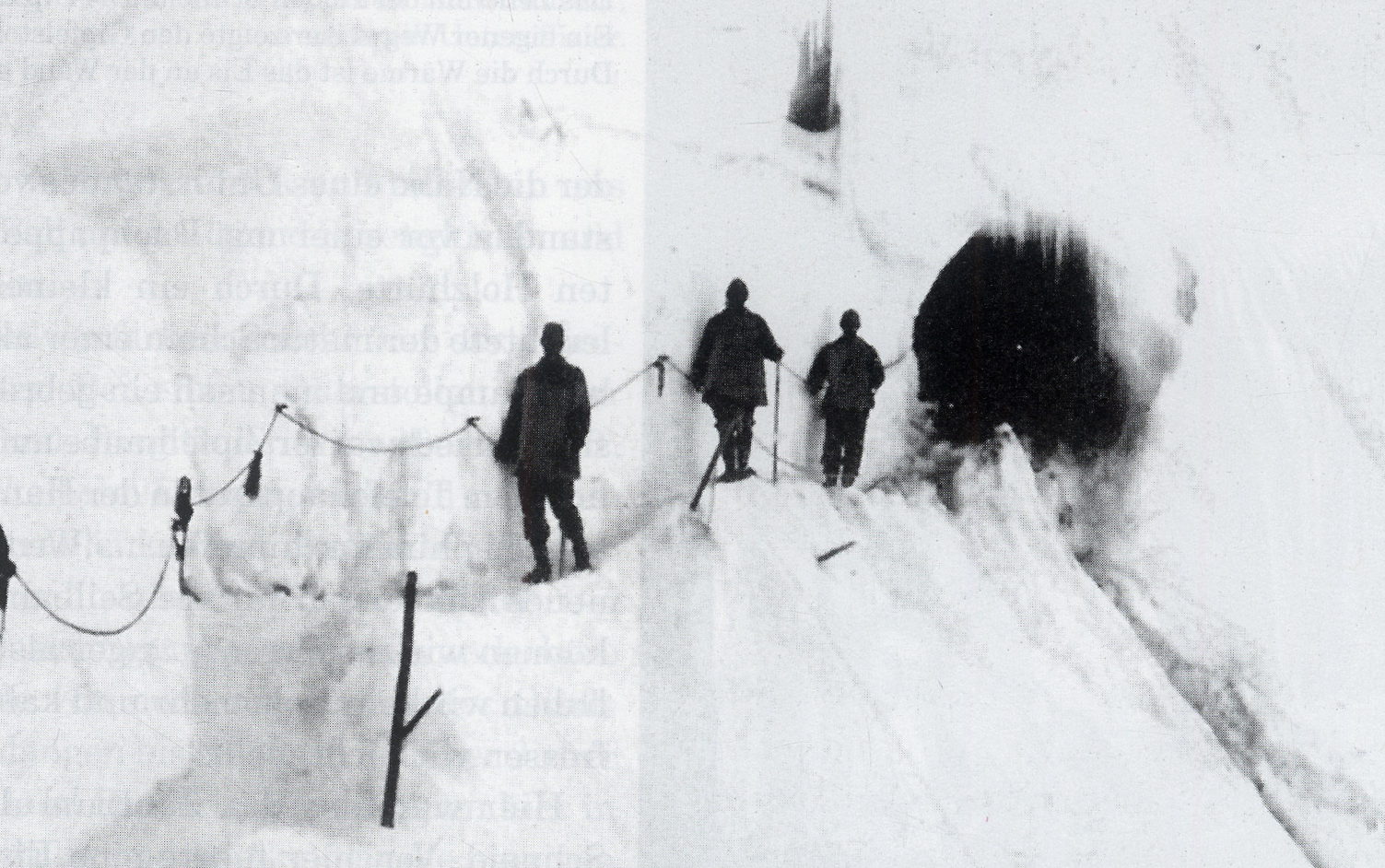
Eingang zum späteren, 1917 erbauten Eistunnel
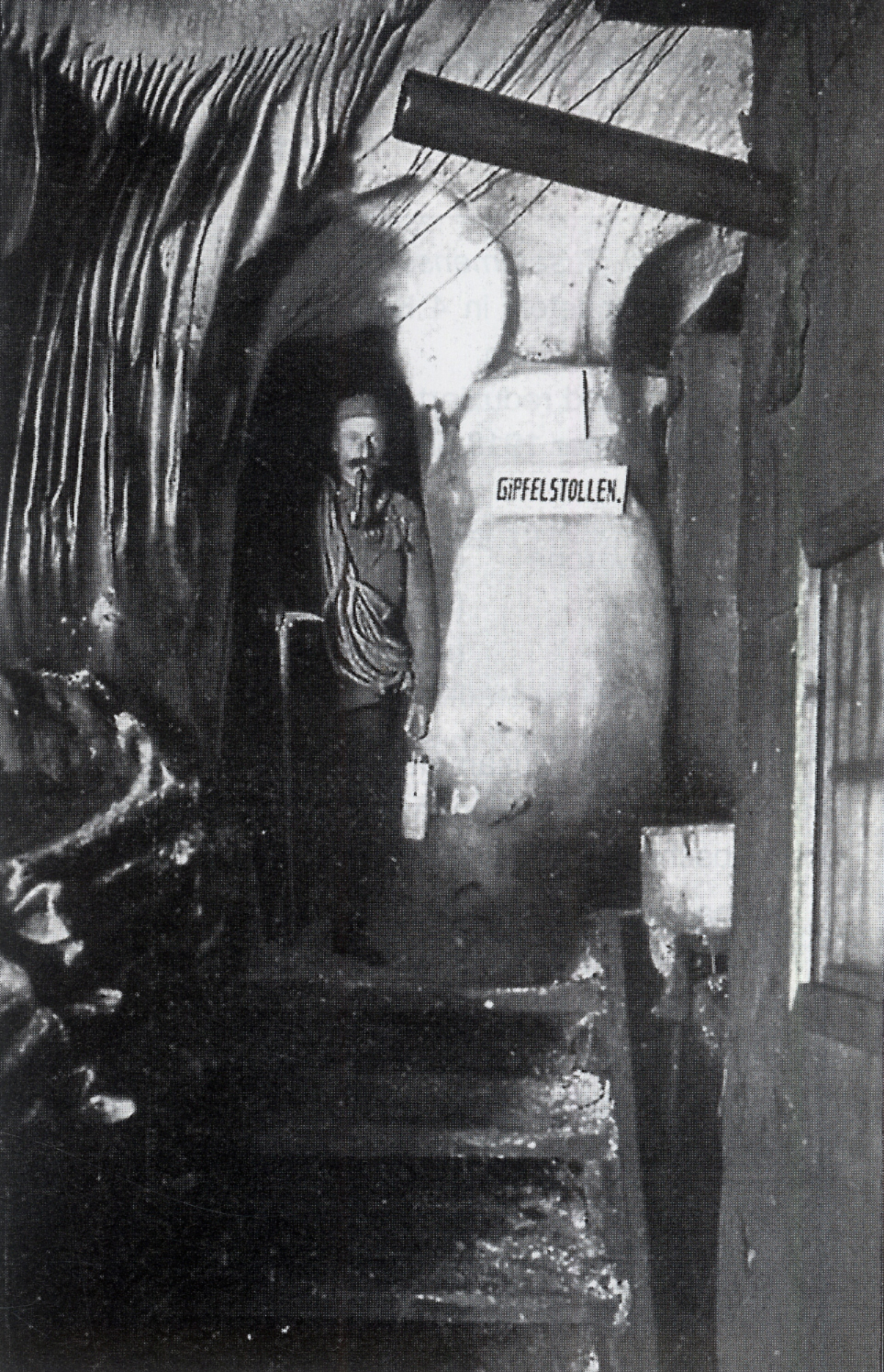
Die ins Eis gebaute Wohnbaracke unterhalb des Gipfels
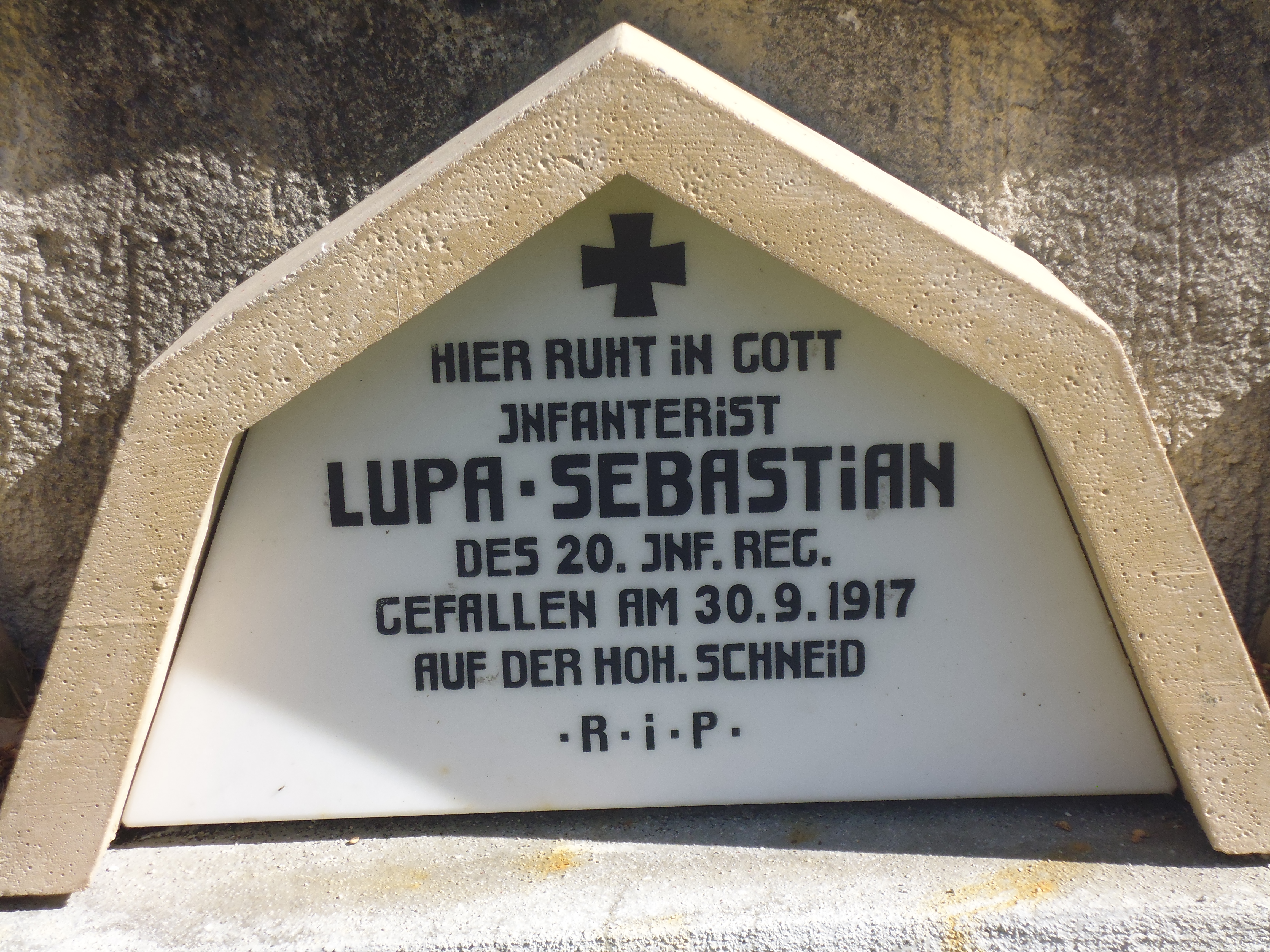
Grabstein eines auf der Hohen Schneide gestorbenen Soldaten auf dem Kriegerfriedhof in Spondinig